# سن استانیسلاو (بولیوار)
سن استانیسلاو (انگلیسی: San Estanislao, Bolívar) نام شهری در کشور کلمبیا است.